# George Fury
George Fury, född den 31 januari 1945 i Ungern, är en före detta racerförare och rallyförare från Australien.

## Racingkarriär
Fury blev australisk rallymästare 1977. Efter att ha upprepat bedriften 1980, satsade Fury på en racingkarriär i ATCC med Nissan. Hans första säsong var 1982, då han sluatde på en tolfte plats. 1983 gav nästan titeln för Fury, men han förlorade titelledningen efter att ha missat det sista racet, och titeln gick till kanadensaren Allan Moffat istället. 1986 och 1987 var även de framgångsrika säsonger, då han bytte från Nissan Bluebird till Nissan Skyline. Han blev tvåa 1986, och trea 1987, då han dock hamnade efter sin unge teamkollega Glenn Seton. Hans kommande tre säsonger hade sporadiska framgångar, med en sjätteplats 1989 som bäst, vilket var hans näst sista säsong. Han slutade efter 1990, för att driva sin farm i Talmalmo i New South Wales.